# بوششن هویزن
بوششن هویزن (به هلندی: Bosschenhuizen) یک منطقهٔ مسکونی در هلند است که در سیمپل‌فلد واقع شده‌است. بوششن هویزن ۸۰ نفر جمعیت دارد.